# 咽鼓管唾液腺
咽鼓管唾液腺（英语：Tubarial salivary gland），是一种位于人类的鼻腔和咽喉之间的器官。该腺体于2020年9月被荷兰癌症研究所的科学家通过PSMA PET/CT扫描发现。
咽鼓管唾液腺平均长约1.5英寸（3.9厘米），在咽鼓管隆凸的软骨之上。该唾液腺很可能是人体用来润滑和湿润位于鼻和口腔后面的上咽喉部。
但此是否为人类第四大唾腺，目前并未受到医学界普遍认同。

## 发现
荷兰癌症研究所的研究人员在对前列腺癌患者进行扫描时注意到了这个尚未被发现的腺体。该研究所的Wouter Vogel博士为证实这一发现，对100个患者进行扫描以及对两具尸体进行解剖。研究小组在Radiotherapy and Oncology杂志上公布了此发现。